# أرواح على ضفاف نهر أشيرون (لوحة)
أرواح على ضفاف نهر أشيرون (بالألمانية: Die Seelen am Acheron) لوحة بريشة الرسام الألماني أدولف هيرمي هيرشل رسمها سنة 1898. تصور الإله هيرميس وهو يقود الموتى إلى العالم السفلي من أجل الوصول إلى مثواهم الأخير. تعتبر من أجود اللوحات التي تمثل فن الميثولوجية الاكلاسيكية. الآن ضمن مقتنيات متحف بيلفيدير، فيينا 

## خلفية
أشيرون في الميثولوجيا الإغريقية هو اسم نهر من الأنهار الخمسة للعالم السفلي، يجري في مملكة هادیس والاسم يعني «نهر العويل» ويستخدم مجازيا للدلالة على مملكة هاديس نفسها. هنا يقوم شارون (هو إحدى شخصيات الميثولوجيا الإغريقية وهو ابن نيكس الهة الليل وكان واجبه أن يعبر بقارب على نهر أشيرون لينقل الموتى حيث تأتي أرواح الأموات الذين دفنوا لتوهم سيُبارك الأبرار في السكن في فردوس يُدعى إليسيوم، وحُكم على الأشرار بالبقاء في مكان معذب يُدعى تارتاروس. وفي المقابل يتلقى عملة موجودة في فم الجثث، ولا يحمل أحياء إلا فيما ندر. بنقل ظلال الموتى بمركبه الضخم. هنا الشخصية الرئيسية هي الإله هيرميس (صاحب القبعة المجنحة والأردية الزرقاء الداكنة)، يعتبر هيرميس إله رسول وغالبًا ما يعبر الحدود بين عالم الآلهة وعالم البشر. وهو أيضًا الإله الذي يرشد الموتى إلى العالم السفلي. هنا، يظهر هيرميس على ضفاف أشيرون، المكان الذي تنتظر فيه النفوس الراحلة ركوب عبارة شارون إلى العالم السفلي.

## الوصف
في لوحة أرواح على ضفاف نهر آشيرون يقدم هيرشل مشهدًا من الأساطير اليونانية. النقطة المحورية في اللوحة هي شخصية واقفة على اليمين. ترتدي رداءًا أزرق داكنًا، وتحمل عصا في يدها اليمنى، وترتدي قبعة بأجنحة، وتحيط برأسها هالة من الضوء الناعم، كل هذه الصفات تحدد هذه الشخصية على أنها الإله الأولمبي هيرميس. في هذه الصورة نرى الموتى الجدد يحومون على ضفاف نهر أشيرون في العالم السفلي الذي يتعين عليهم عبوره في قارب شارون قبل أن يصلوا إلى وجهتهم النهائية. يقوم هيرميس هنا بأداء وظيفته المهمة في نقل ظلال الموتى من العالم العلوي إلى العالم السفلي، ولكن القليل من هؤلاء الأرواح سعداء بترك الأرض المضاءة بنور الشمس وراءهم. ولم يستسلم لمصيرهم المحتوم سوى عدد قليل جدًا، معظمهم من الأطفال الصغار وكبار السن. تتجمع ألارواح المستاءة حول هيرميس وهو يتنقل بينهم ويطلب منهم الاسترخاء، والبقاء في مسيرة الهلاك. هيرميس يمشي بهدوء، بهدوء الإله الذي لا يرحم، ويمشي ويتخطى الحشد المتلهف. إلا أنه لم يُصوَّر هنا على أنه أصم وغير حساس تجاه معاناتهم. هذا هو الذي يعطي شخصياته عظمة متعاطفة. في منتصف المسافة شوهد شارون يقترب في القارب الذي سيجر هذه الأرواح إلى مسكنهم النهائي. إن مشهد قاربه على المياه السوداء لنهر آشيرون هو الذي أصاب الاموات بمثل هذا الرعب، بمجرد وصوله ينتهى سبيل النجاة، وينتهى كل أمل.

### هيرميسفي اللوحة
الجزء الأكثر لفتًا للانتباه في اللوحة هو الإله هيرميس، استخدم هيرشل مثل هذا التكوين الرائع وتباين الألوان ليبرز هيرميس خارج المشهد مباشرة. ولكن بقدر ما يشير الضوء المحيط برأس هيرميس إلى وضعه، فإن توصيف هيرشل لهيرميس هو ما يميزه كإله. من الواضح أن ألوان بشرته ما زالت حية، مقارنة بدرجات الرمادي القاسية للموتى من حوله. لقد تم أبرازه بقوة واضحة فوق الآخرين، وحتى مع قوته الجسدية الواضحة، فإن الوضع هو الذي يميزه حقًا على أنه الإله الذي هو عليه. لم يستخدم هيرشل وضعية هيرميس والضوء المركزي فقط لجعله محورًا، ولكن الطريقة التي يتم بها وضع الموتى حول هيرميس تقود العين إلى الإله. تشير الأذرع الممدودة نحوه، والنسيم الذي يهب حول الجزء العلوي يجعل الخطوط العرضية للوحة باتجاهه، وحتى أن هيرشل يستخدم لون المرأة المحمولة في المقدمة وملابسها للإشارة إلى هيرميس. أكثر ما يثير المشاهد في هذه اللوحة هو مشاعر الموتى من حوله. هناك العديد من أنواع المشاعر المختلفة، كل شخص ينظر إلى اللوحة سيجد شخصًا يتبعه. الرجل المستقيم يحمل حبه الميت ويبتعد عن هيرميس في يأس. وهناك أولئك الذين ما زالوا يحاولون العيش، وأولئك المستعدين لتقبل مصيرهم، وأولئك الذين يأملون أن تساعدهم شفاعة هيرميس. ولكن في هذه الفكرة، عن مساعدة هيرميس لهم، نجد نقيض مشاعر الموتى. هيرميس هنا لقيادة الطريق إلى الملاح خارون، قادمًا من بعيد. لا يبدو مساعدً بقدر ما يبدو عازمًا على القيام بعمله والمضي قدمًا. إنه يبقي عينيه مركزة في المقدمة، وقوته ظاهرة، ومكانته كدليل لهذه النفوس الضائعة واضحة. إنه هنا لإرشادهم، وليس لاطلاق سراحهم.

## الرسام

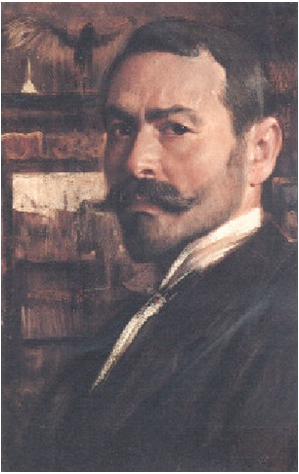
أدولف هيرمي هيرشل

أدولف هيرمي هيرشل (1860-1933) من أشهر رسامي المشاهد الأسطورية والتاريخية. ولد في عائلة يهودية في تيميسوار، المجر (اليوم تيميشوارا، رومانيا)، صنع هيرشل اسمًا لنفسه كفنان في فيينا، النمسا حيث أمضى سنوات تكوينه في حياته المهنية. ومع ذلك، عندما ظهر غوستاف كليمت وأندلعت حركة الانفصال الفيينية على الساحة، اختار هيرمي الانتقال إلى روما حيث أسقط «هيرشل» من اسمه واستمر في رسم المشاهد التاريخية والأسطورية. أمضى هيرشل السنوات الـ 35 المتبقية من حياته في العاصمة الإيطالية، مستوحى على الدوام من البقايا المعمارية للحضارة الرومانية. فُقدت العديد من لوحات هيرمي، ولكن من بين اللوحات التي نجت، هي هذه اللوحة أرواحه على ضفاف نهر آشيرون التي يقدم فيها عرضه للرهبة. غالبًا ما يُصنف هيرشل على أنه رسام رمزي، وتعتبر لوحة أرواحه على ضفاف نهر آشيرون مثالًا قويًا على الإلهام وراء الفن الرمزي. بالاعتماد على الميول الصوفية للرومانسية، يصنع هيرشل مشهدًا مؤلمًا يتضمن عناصر أسطورية مألوفة تصور العالم السفلي ممزوجًا بما قد يوصف بأنه كابوس.